# Przygody chemiczne Sherlocka Holmesa
Przygody chemiczne Sherlocka Holmesa – zbiór opowiadań polskiego chemika i pisarza Wacława Gołembowicza o przygodach brytyjskiego detektywa Sherlocka Holmesa wydany w 1959.
W 1967 ukazał się przekład czeski w tłumaczeniu Ireny Dvořákovej pod tytułem Chemické příběhy Sherlocka Holmese.

## Fabuła
Autor w przedmowie zauważa, że zamiłowanie Holmesa do chemii było co prawda podkreślone, jednak zbyt słabo wykorzystane w przygodach opisanych przez Arthura Conana Doyle’a dlatego postanowił uzupełnić tę lukę.
Zbiór zawiera dziewięć opowiadań których akcja rozgrywa się na początku XX wieku. Przeciwnikiem detektywa jest Karol Braunheld, błyskotliwy i złowrogi niemiecki naukowiec wzorowany na postaciach profesora Moriarty’ego i Culvertona Smitha. W każdym z opowiadań zawarto aluzje do kanonicznych przygód Holmesa.

### Brylanty Lorda Sandwich
Lord Sandwich zastawia kolekcję brylantów. Pożyczka wynosi 10% wartości kolekcji. Przed upływem terminu spłaty właściciel uznaje, że musi spieniężyć część klejnotów. Po otwarciu zapieczętowanego sejfu okazuje się, że brylanty zmieniły kolor. Lord oskarża bankiera o podłożenie falsyfikatów i kradzież oryginałów, żąda odszkodowania w wysokości ceny kolekcji czyli dziesięciokrotnej sumy pożyczki. Holmes wykrywa oszustwo, oparte na najnowszych zdobyczach nauki.
- Diadem z berylami

### Tajemnica czerwonego pudru
Wytwórca kosmetyków, będący dawnym szkolnym kolegą doktora Watsona, otrzymuje liczne reklamacje z powodu nagłej utraty jakości wyrobów. Holmes wykrywa sabotaż w jego fabryce.
- Traktat Morski

### Widokówka z Brighton
Szwagier Watsona, emerytowany oficer, twierdzi, że widzi katastroficzne napisy na ścianie swej willi w Brighton, które zapowiadają jego bliską śmierć. Holmes odcyfrowuje szyfrowaną wiadomość na znalezionej tam pocztówce dzięki czemu ocala oficera od śmierci.
- Tańczące sylwetki, Zniknięcie Lady Frances Carfax

### Pijany pająk
Watson zachęca Holmesa do wyjazdu nad morze w celu odpoczynku. Zamiast podziwiać uroki przyrody detektyw wynajduje nowe zagadki do rozwiązywania. Z okien pobliskiego zamku dochodzą przeraźliwe odgłosy. Miejscowy sklepikarz opowiada, że dziedzic posiadłości ostatnio oszalał a choroba jest dziedziczna. Wieść gminna niesie, iż ongi przed paruset laty okrutny baron, pan na owym zamku, zabił na łowach świątobliwego pustelnika i klątwa na ród spadła. Holmes wykrywa, że obłęd został wywołany narkotykami.
- Dziedzice z Reigate, Sprawa diabelskiej stopy, Przygoda w Copper Beeches, Pies Baskerville’ów, Wampir z Sussex

### Czerwony chaber
Detektyw demaskuje oszustwo w nielegalnym kasynie gry. W odszukaniu kasyna pomaga jego brat Mycroft Holmes.
- Ostatnia zagadka, Pusty dom

### Fuks na torze
Doktor Watson stawia na konia w wyścigach. Obstawiony koń odpada, podobnie zdyskwalifikowane są dwa pozostałe, choć każdy z innej przyczyny, walkowerem wygrywa najsłabszy zawodnik. Holmes wykazuje, że miał miejsce przebiegły sabotaż.
- Srebrny Płomień, Stary dwór Shoscombe, Emerytowany sprzedawca farb

### Dziewiąty dzień
Następuje seria eksplozji na okrętach wiozących transporty amunicji. Holmes wykrywa zapalnik czasowy nowego typu. Odszukuje laboratorium sprawcy, tamten jednak zastawia pułapkę na detektywa.
- Gloria Scott, Emerytowany sprzedawca farb

### Fotel elektryczny
Z okazji jubileuszu Holmes otrzymuje prezenty od wielbicieli. Detektyw podejrzewa podstęp. W porę udaremnia zamach na swoje życie.
- Umierający detektyw

### Ostatnia rozgrywka
Pani Hudson, gospodyni Holmesa, mówi, że jej siostra skarży się na odrażający zapach w swym domu. Watson przypuszcza, że chodzi o wywabienie jej z domu, w celu dokonania jakiegoś przestępstwa. Holmes zgadza się z tym przypuszczeniem, dedukuje, iż plan przestępców jest jeszcze bardziej przewrotny.
- Stowarzyszenie Czerwonowłosych, Trzech Garridebów